# プレミア3 (ラジオ番組)
『プレミア3』（プレミアスリー）は、1990年4月1日から1992年3月に、TOKYO FM（JFN系列）で放送されていたラジオ番組である。東芝の一社提供で、『東芝プレミア3』とも呼ばれる。

## 概要
ミュージシャンである山下達郎、坂本龍一、氷室京介の3人が週替わりでパーソナリティを務めていた。山下にとっては、『サウンドストリート（NHK-FM）』を1986年3月に降板して以来4年ぶりのラジオ番組だが、基本的な番組フォーマットは変わらず、マニアックな選曲が中心だった。坂本にとっては、『サウンドビジュアート 不思議の国の龍一（FM東京）』が1987年9月27日に終了して以来3年ぶり。氷室にとっては、『SF Rock Station（東海ラジオ）』を1987年3月に降板して以来3年ぶりのラジオ番組となった。
山下がサウンドストリートの中で毎年1月に行っていた大瀧詠一との「新春放談」は、その後佐野元春や萩原健太の番組で継続されたが、この番組で正式に復活した。なお、この番組の終了後は1992年10月3日に放送が開始された『山下達郎のサタデー・ソングブック（後のサンデー・ソングブック）』に引き継がれ、2011年まで続けられた（終了までの経緯は『サンデー・ソングブック』新春放談の項を参照のこと）。